# Patrol na pustyni
Patrol na pustyni (The Lost Patrol) – amerykański dramat wojenno-przygodowy opisujący historię zagubionego brytyjskiego patrolu wojskowego. Na pustyni żołnierze muszą stawić czoła arabskim snajperom.

## Obsada
- Victor McLaglen jako The sierżant
- Boris Karloff jako Sanders
- Wallace Ford jako Morelli
- Reginald Denny jako George Brown
- J.M. Kerrigan jako Quincannon
- Billy Bevan jako Herbert Hale
- Alan Hale jako Matlow Cook
- Brandon Hurst jako kapral Bell
- Douglas Walton jako Pearson
- Sammy Stein jako Abelson
- Howard Wilson jako Aviator
- Paul Hanson jako Jock MacKay